# Rawson Plateau
Il Rawson Plateau è un altopiano antartico coperto di ghiaccio, lungo 24 km e che si eleva fino a 3.400 m, situato tra le testate dei ghiacciai Bowman, Moffett e Steagall, nei Monti della Regina Maud, in Antartide.   
Fu mappato inizialmente dalla prima spedizione antartica (1928-30) dell'esploratore polare statunitense Byrd e successivamente mappato più dettagliatamente dall'U.S. Geological Survey sulla base di ispezioni in loco e foto aeree scattate dalla U.S. Navy nel periodo 1960-64.
La denominazione fu assegnata in onore di Kennett L. Rawson, che aveva contribuito alla prima spedizione antartica di Byrd (1928-30) e aveva preso parte alla seconda (1933-35).